# 스케자에파셸루포
스케자에파셸루포(이탈리아어: Scheggia e Pascelupo)는 이탈리아 움브리아주 페루자도에 위치한 코무네다. 페루자에서 북동쪽으로 40km 거리에 있다. 이 지방 자치체는 스케자라는 주 마을에 위치해있다.

## 역사
이 지역은 현재는 흔적을 찾을 수 없지만 유피테르의 신전이 있었던 고대 로마의 식민지였다. 중세시대에는 페루자의 소유였고 그다음은 교황청에 흡수될때까지 몬테펠트로의 소유였다.
파셸루포라는 지방 자치제는 1878년까지 존재했지만, 스카에와 통합하여 현재에 이르렀다.

## 주요 관광지
콘준톨리의 성 에밀리아노 수도원은 이곳 근처에 위치해있다.